# Omar Barghouti
Omar Barghouti (en árabe: عمر البرغوثي, nacido en 1964) es miembro del comité fundador de la Campaña Palestina para el Boicot Académico y Cultural a Israel (PACBI) y cofundador del movimiento Boicot, Desinversión y Sanciones (BDS).   Recibió el Premio Gandhi de la Paz en 2017   

## Biografía
Barghouti nació en Catar en el seno de una familia palestina del clan Barghouti, y a una edad temprana se mudó a Egipto, donde creció En 1982 se mudó a los Estados Unidos, donde vivió durante 11 años y obtuvo una licenciatura y una maestría en ingeniería eléctrica de la Universidad de Columbia.   En Columbia fue presidente del Columbia Arab Club. 
En 1993 se mudó a Israel después de su matrimonio con una mujer árabe israelí Tiene la residencia permanente israelí y vive en  Acre.
Tiene una maestría en filosofía (ética) de la Universidad de Tel Aviv  (TAU) y está cursando un doctorado.
En marzo de 2017 Barghouti fue arrestado en Israel bajo sospecha de evasión fiscal de aproximadamente 700.000 dólares, pero hasta junio de 2021 no ha sido acusado de ningún delito con respecto a este arresto.   

## Puntos de vista
Los puntos de vista de Barghouti se alinean fuertemente con los del movimiento BDS, del que fue cofundador.

### Solución de dos Estados
Barghouti se opone a la solución de dos Estados porque no cree que un Estado palestino sea viable y no resolvería las "injusticias fundamentales" que se han impuesto a los palestinos. En su lugar, apoya una  solución de un solo Estado que abarque todo lo que hoy es Israel y los territorios palestinos, en los que estos serán reemplazados por un "Estado laico y democrático... ofreciendo igualdad inequívoca en ciudadanía y derechos individuales y comunales tanto a los palestinos (incluidos los refugiados) como a los judíos israelíes". A los refugiados palestinos se les permitiría regresar a este estado, que tendría una "política de inmigración transparente y no discriminatoria".
Barghouti rechaza la idea de un Estado binacional, afirmando que "el modelo binacional asume que hay dos naciones con reclamos morales iguales y competitivos sobre la tierra y, por lo tanto, tenemos que acomodar ambos derechos nacionales". En cambio, Barghouti argumenta que un estado único y laico con iguales derechos para judíos y palestinos es la única manera de reconciliar "los derechos inalienables y sancionados por la ONU de los pueblos indígenas de Palestina a la autodeterminación, la repatriación y la igualdad" con los "derechos adquiridos de los judíos israelíes a coexistir, como iguales, no como amos coloniales, en la tierra de Palestina".

### Autoridad Palestina
Barghouti es un crítico de la Autoridad Palestina, a la que ve como una herramienta para la opresión israelí:

En Cisjordania hay una Autoridad Palestina (AP) mayoritariamente obediente que actúa principalmente como subcontratista de la ocupación israelí, atendiendo a sus necesidades de "seguridad" y aliviándola de sus cargas cívicas de gestión de la educación, la sanidad, el saneamiento, etc.

Además, acusa a los líderes palestinos de ser egoístas y de haber renunciado efectivamente al derecho palestino al retorno : 
Los funcionarios palestinos, que carecen de un mandato democrático y persiguen las trampas del poder, los intereses económicos estrechos y los privilegios, a lo largo de años de un “proceso de paz” diseñado y gestionado por Estados Unidos e Israel, han renunciado efectivamente al derecho de retorno tal como lo define la ONU. ; aceptó la ocupación y colonización por parte de Israel de partes clave de Cisjordania, incluida Jerusalén Este; eliminó a los palestinos de 1948, que son ciudadanos israelíes, de la definición misma de pueblo palestino, legitimando indirectamente el apartheid israelí; abandonó la autoridad moral al aceptar una simetría entre las "reclamaciones de ambas partes"; y siguió la campaña de relaciones públicas de Israel de presentar su conflicto colonial con el pueblo palestino como simplemente uno por unas tierras en disputa.
Según Barghouti, son "no electos ni representativos" y carecen de ninguna legitimidad por parte del pueblo palestino 

### Israel
Barghouti ha descrito constantemente a Israel como un estado de apartheid, diciendo: "De ahora en adelante, será aceptable comparar el sistema de apartheid de Israel con su predecesor sudafricano. Como consecuencia, proponer medidas prácticas para castigar a las instituciones israelíes por su papel en las políticas racistas y coloniales de su Estado ya no se considerará inaceptable". También: "Caracterizar el sistema legalizado de discriminación de Israel como apartheid, como lo hicieron Desmond Tutu, Jimmy Carter e incluso un exfiscal general israelí, no equipara a Israel con Sudáfrica. 
No hay dos regímenes opresivos idénticos. Más bien, afirma que la concesión de derechos y privilegios por parte de Israel de acuerdo con criterios étnicos y religiosos se ajusta a la definición de apartheid adoptada por la ONU". Se refiere a las prácticas israelíes comparándolas con las de la Alemania nazi: "Muchos de los métodos de 'castigo' colectivos e individuales impuestos a los civiles palestinos a manos de soldados israelíes jóvenes, racistas, a menudo sádicos y siempre impermeables en los cientos de puestos de control que ensucian los territorios palestinos ocupados recuerdan a las prácticas nazis comunes contra los judíos".  Cree que "la sociedad israelí se está desplazando muy a la derecha, y la limpieza étnica se está convirtiendo en un término generalizado que se utiliza en el mundo académico, en los medios de comunicación, en el parlamento y en las conferencias".

### Antisemitismo
Barghouti rechaza todas las formas de racismo, incluido el antisemitismo. Ha dicho que la acusación de antisemitismo de Israel en el movimiento BDS es hipócrita 
BDS es un movimiento no violento de derechos humanos que busca la libertad, la justicia y la igualdad para el pueblo palestino, basándose en el derecho internacional y los principios universales de los derechos humanos. Como tal, BDS ha rechazado consistente y categóricamente todas las formas de discriminación y racismo, incluido el antisemitismo, así como docenas de leyes racistas en Israel.

 Nuestra lucha no violenta nunca ha sido contra judíos o israelíes como judíos, sino contra un régimen injusto que esclaviza a nuestro pueblo con la ocupación, el apartheid y la negación de los derechos estipulados por la ONU para los refugiados. Estamos orgullosos del número desproporcionadamente alto de activistas judíos en el movimiento BDS, especialmente en EE.UU.
Combinar boicots consagrados y basados en los derechos humanos a las violaciones del derecho internacional por parte de Israel con el racismo antijudío no sólo es falso, sino que es un intento racista de poner a todos los judíos en una sola canasta e implicarlos en los crímenes de Israel contra los palestinos.

 ¡La acusación de racismo de Israel contra el movimiento BDS es similar a la acusación del Ku Klux Klan de racismo a Martin Luther King Jr. y Rosa Parks! Es tan descaradamente propagandístico.
Barghouti también se ha pronunciado contra el antisemitismo en el movimiento de solidaridad palestino.  

### El diálogo y el "proceso de paz"
Barghouti se muestra escéptico ante el "proceso de paz", que a menudo cita entre comillas en sus escritos. No cree que el diálogo con Israel o los israelíes ponga fin a la opresión de los palestinos: 
Barghouti cree que los palestinos que participan con israelíes en debates intelectuales y asociaciones artísticas en un espíritu de diálogo intercultural, descontextualizados de la economía política de la expulsión forzada de población y la ocupación territorial, son "culpables de ceguera moral y miopía política". En respuesta, Samir El-Youssef afirma que "la 'verdadera paz basada en la justicia' de Barghouti es que Israel debe ser castigado, puesto de rodillas antes de que a un palestino se le permita saludar a un israelí en la calle".  Afirmó que poner fin a la ocupación israelí en Cisjordania no pondrá fin a las acciones del movimiento BDS, ya que la mayoría de los palestinos son refugiados que viven en el exilio y tienen derecho a regresar. 

## Intimidación del gobierno israelí
En marzo de 2016, en una conferencia anti-BDS en Jerusalén, varios ministros israelíes hicieron comentarios amenazantes dirigidos contra Barghouti y otros líderes del BDS. Yisrael Katz, ministro israelí de Transporte, Inteligencia y Energía Atómica, pidió a Israel que participe en "eliminaciones civiles selectivas" de los líderes del BDS. La expresión hace un juego de palabras con la palabra hebrea para asesinatos selectivos. Gilad Erdan, ministro de Seguridad Pública, Asuntos Estratégicos y ministro de Información, pidió a los líderes del BDS que "paguen el precio" por su trabajo, pero aclaró que no se refería al daño físico. Aryeh Deri, ministro del Interior, dijo que está considerando revocar la residencia permanente de Barghouti en Israel.
En respuesta,  Amnistía Internacional emitió en abril una declaración en la que expresaba su preocupación por "la seguridad y la libertad del defensor palestino de los derechos humanos Omar Barghouti y de otros activistas del Boicot, Desinversión y Sanciones (BDS), tras los llamamientos que aludían a amenazas, incluidas lesiones físicas y privación de derechos básicos, por parte de ministros israelíes"

## Restricciones para viajar
En 2016, el Ministerio del Interior israelí  se negó a renovar su permiso de viaje, lo que limitó su capacidad para viajar al extranjero, y le informó de que, debido a la evidencia de que su "centro de vida" estaba en Cisjordania, sus derechos de residencia permanente estaban siendo revisados. En marzo de 2016, el ministro del Interior israelí, Aryeh Deri, fue citado diciendo: "Recibí información de que su vida está en Ramala y está utilizando su estatus de residente para viajar por todo el mundo con el fin de operar contra Israel de la manera más seria.
Se le otorgaron derechos similares a los de un ciudadano y se aprovechó de nuestro estado ilustrado para retratarnos como el estado más horrible del mundo". En un correo electrónico a Haaretz, Barghouti escribió: "Negarme a renovar mi documento de viaje ahora es, por lo tanto, claramente político... No solo me niega mi libertad de movimiento. Es visto por expertos legales como un primer paso hacia la revocación de mi residencia permanente, una medida claramente política y vengativa que no tiene base legal". Debido a las restricciones de viaje, Barghouti no pudo estar físicamente presente en una conferencia de 2016 en la Universidad de Stanford sobre el movimiento BDS. Sin embargo, el 27 de abril de 2016, habló en la conferencia a través de una conexión de Skype desde Israel.
En abril de 2017, un tribunal israelí levantó temporalmente la prohibición de viajar de Barghouti. Posteriormente, Barghouti viajó a Estados Unidos donde recibió el Premio Gandhi de la Paz, entregado en una ceremonia celebrada en la Universidad de Yale. Debido a la controversia creada, Yale se distanció del premio,
En febrero de 2019, Amnistía Internacional pidió a Israel que "pusiera fin a la arbitraria prohibición de viajar" impuesta a Barghouti. La organización alegó que estaba sometido a una prohibición de viaje de facto, ya que las autoridades israelíes no habían renovado su documento de viaje. 

## Crítica
Después de que Barghouti publicara un artículo de opinión en apoyo al movimiento de Boicot, Desinversión y Sanciones en el New York Daily News en febrero de 2013, el propio Daily News respondió con un editorial en el que decía que Barghouti es "hábil como propagandista" y que "acumula falsedad sobre falsedad para presentar a Israel como oprimiendo implacablemente a los palestinos en violación de la decencia humana. y responsabilizar exclusivamente a Israel de los males que los afligen".
El Daily News dice que Barghouti quiere un "estado secular y democrático construido sobre la base de una afluencia de árabes que vengan a dominar a la población y voten el fin de Israel como nación judía. Esa, en última instancia, es la nefasta verdad detrás de sus libelos".
Aunque Barghouti aboga por un boicot económico, cultural y académico a Israel en todo el mundo, el propio Barghouti ha estudiado en una universidad israelí. Cuando se le preguntó al respecto, Barghouti comentó: "mis estudios en la Universidad de Tel Aviv son un asunto personal y no tengo ningún interés en comentar". Cuando se le preguntó sobre su asistencia a una universidad israelí en una entrevista de 2015 con Associated Press,, Barghouti dijo que los palestinos "no pueden observar las mismas pautas de boicot que se les pide a los internacionales" y que la "población indígena" tiene derecho a todos los servicios que pueden obtener del sistema.

## Publicaciones
- Barghouti, Omar (2010). Boycott, désinvestissement, sanctions: BDS contre l'apartheid et l'occupation de la Palestine. La fabrique. ISBN 978-2-35872-103-5.
- Barghouti, Omar (2011). Boycott, Divestment, Sanctions: The Global Struggle for Palestinian Rights. Haymarket Books. ISBN 978-1-60846-114-1.
- Barghouti, Omar; Klein, Naomi; Ilan, Pappé; Zizek, Slavoj; Alexandrowicz, Ra'Anan (2012). The Case for Sanctions Against Israel. Verso. ISBN 978-1-84467-450-3.